# أيت أقسو أوحدو (آيت يحيى وعلا)
أيت أقسو أوحدو هو دوار مجزأ ينتمي لمشيخة أيت يحيئ أوعلا، ويقع بجماعة تيكريكرة بدائرة أزرو ضمن نفوذ إقليم إفران بجهة فاس مكناس. بلغ سكان الدوار سنة 2014 حوالي 742 نسمة، تتوزع على 162 أسرة.

## معرض الصور

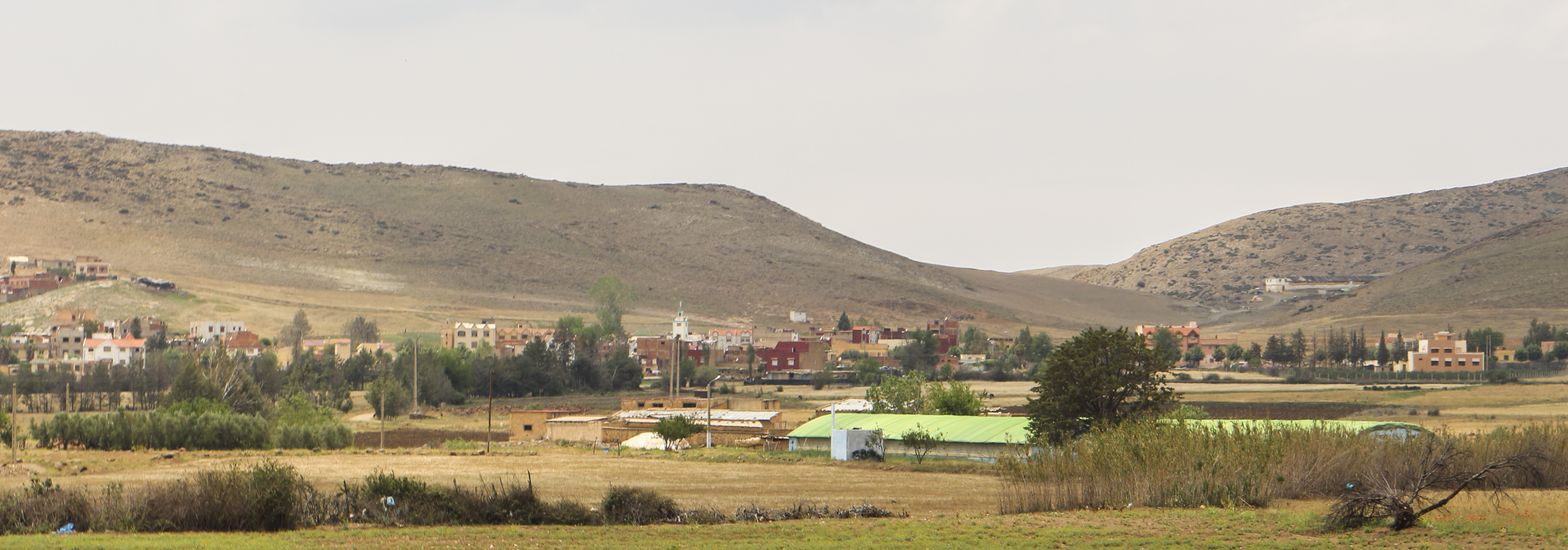
مشهد قروي من دوار أيت أقسو أوحدو
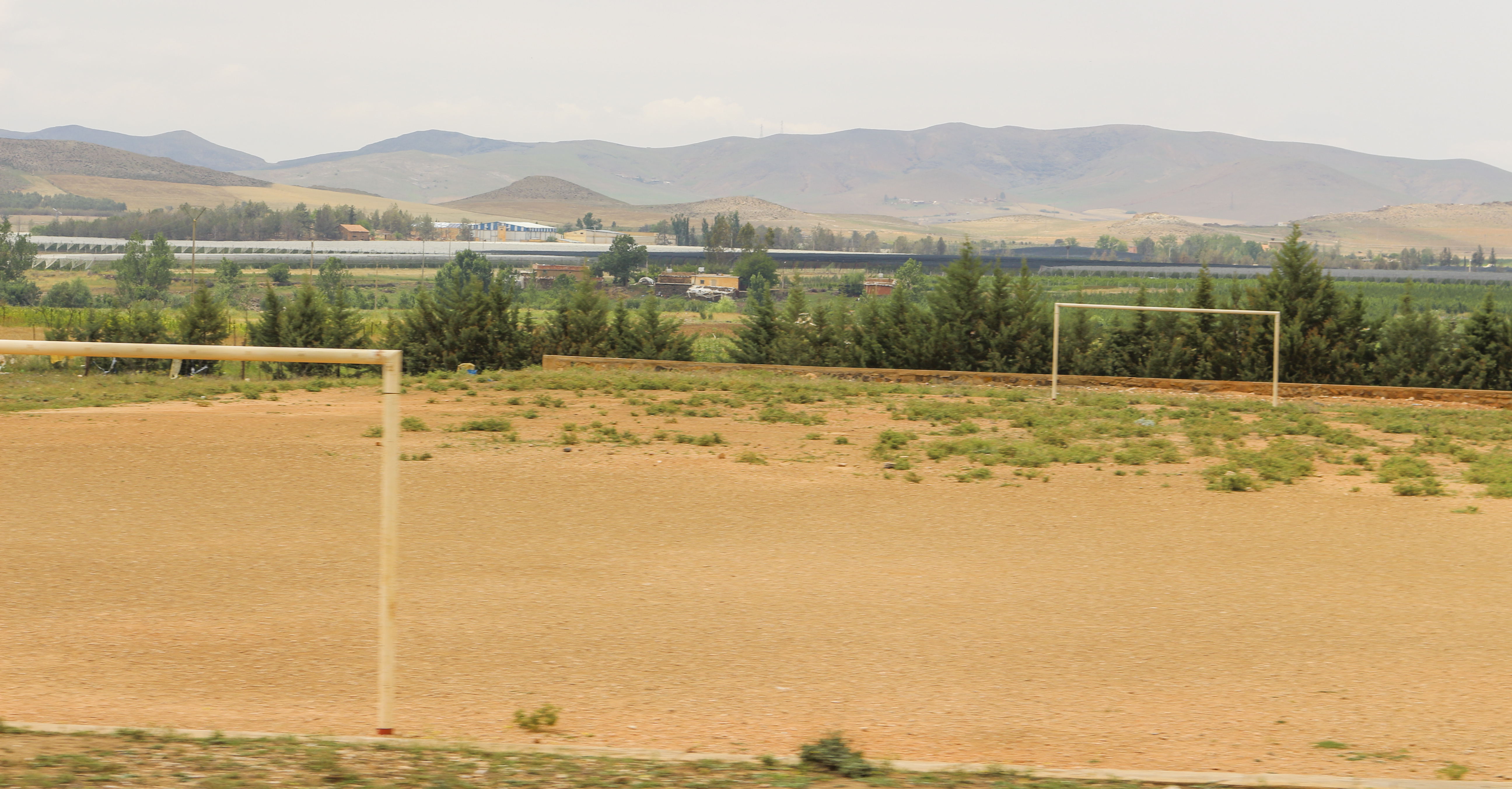
ملعب من دوار أيت أوقسو أوحدو